# Enterprise (comtat de Lake)
Enterprise és una comunitat no incorporada al Comtat de Lake, al nord-oest de l'estat estatunidenc de Califòrnia. Està localitzat dins del Mendocino National Park; està a una altitud de 853 metres. Es troba a 104,61 quilòmetres de Santa Rosa, a 152,96 quilòmetres de Sacramento, a 182,54 quilòmetres de San Francisco i a 243,12 quilòmetres de San Jose; és a uns 3 quilòmetres de Rice Fork Summer Homes, a uns 4 quilòmetres de Three Crossing, a uns 8 quilòmetres de Pomo i a uns 3 quilòmetres del Llac Pillsbury.

## Geografia
Enterprise es troba en les coordenades 39° 21′ 48″ N, 122° 57′ 2″ O / 39.36333°N,122.95056°O i a una altitud de 853 metres.

## Política
En la legislatura estatal Enterprise estava en el 2n Districte del Senat, representats per la Demòcrata Noreen Evans, i en el 1r Districte d'Assemblea, representats pel Demòcrata Wesley Chesbro. Federalment, Enterprise està localitzada en el 1r districte congressual de Califòrnia, representats pel Demòcrata Mike Thompson.